# Pacanga
Pacanga es una localidad peruana capital del distrito homónimo ubicado en la provincia de Chepén, en la departamento de La Libertad. Esta localidad se encuentra ubicada a unos 140 km al norte de la ciudad de Trujillo.